# Ectroma fulvescens
Ectroma fulvescens is een vliesvleugelig insect uit de familie Encyrtidae. De wetenschappelijke naam is voor het eerst geldig gepubliceerd in 1833 door Westwood.